# The Hunger Site
The Hunger Site è un sito web in cui gli utenti possono cliccare un bottone per generare gratuitamente una donazione di cibo per le persone bisognose. Cliccando su tale bottone si visualizza una pagina contenente alcuni banner pubblicitari, che si traduce, a detta dei proprietari del sito, in una donazione "equivalente" a 1,1 tazze di cibo.
The Hunger Site è un'organizzazione for-profit che dona il ricavato dei banner a determinate associazioni benefiche, attualmente Feeding America (in precedenza America's Second Harvest) e Mercy Corps.

## Storia
Il sito è stato creato nel 1999 da John Breen, un programmatore dell'Indiana (Stati Uniti). Successivamente è stato acquistato dalla GreaterGood. Nell'agosto del 2001 la GreaterGood è stata venduta alla CharityUSA.com.
Finora il sito ha avuto più di 200 milioni di visitatori, che hanno determinato la donazione di più di 300 milioni di tazze di cibo.